# Charles Brockden Brown
Charles Brockden Brown (ur. 17 stycznia 1771, zm. 22 lutego 1810) – amerykański pisarz, historyk i wydawca, autor powieści gotyckich (m.in. Wieland). Jest nazywany "ojcem powieści amerykańskiej". Do zapoczątkowanej przez Browna tradycji literatury grozy nawiązywali Edgar Allan Poe i Nathaniel Hawthorne. 
Urodził się w Filadelfii w rodzinie kwakierskiej. Jego rodzicami byli Elijah i Elizabeth Armitt Brown.
Bohaterem powieści Wieland z 1798 jest Theodore Wieland, którego ojciec zginął wskutek samozapłonu rzekomo za złamanie słowa danego Bogu. Brown napisał również powieści Ormond (1799), Edgar Huntly (1799) i Arthur Mervyn (1799–1800).